# Monodontium bukittimah
Espèce
Monodontium bukittimah est une espèce d'araignées mygalomorphes de la famille des Barychelidae.

## Distribution
Cette espèce est endémique de Singapour.

## Description
Le mâle holotype mesure 4,0 mm et la femelle paratype 6,0 mm

## Étymologie
Son nom d'espèce lui a été donné en référence au lieu de sa découverte, le Bukit Timah.

## Publication originale
- Raven, 2008 : A revision of the mygalomorph spider genus Monodontium Kulczynski (Barychelidae: Araneae). Raffles Bulletin of Zoology, vol. 56, no 1, p. 29-44 (texte intégral).